# Eva Huber
Eva Huber ist eine deutsche Journalistin.
Sie ist Korrespondentin des Bayerischen Rundfunks im ARD-Hauptstadtstudio. Die thematischen Schwerpunkte ihrer Arbeit sind die Landwirtschafts- und Umweltpolitik, die Bau- und die Innenpolitik sowie die AfD. Sie berichtet für die Hörfunkwelle BR24, das BR Fernsehen und die Hörfunkprogramme der ARD aus Berlin. 
Für ihr Radio-Feature „Pestizid-Cocktail – Wie sich giftige Stoffe in der Luft verteilen“ wurde sie 2021 mit dem Umweltmedienpreis der Deutschen Umwelthilfe (DUH) in der Kategorie Hörfunk ausgezeichnet.